# Association of MBAs
Association of MBAs (AMBA) är en London-baserad internationell organisation som ackrediterar affärsutbildningar på avancerad nivå vid affärsskolor över hela världen. Organisationen är en av tre dominerande globala ackrediteringsorganisationer för affärsutbildning. AMBA skiljer sig från AACSB i USA och EQUIS i Bryssel då AMBA ackrediterar en skolas portfölj av affärsutbildningar på avancerad nivå snarare än hela affärsskolan. AMBA är den mest internationella av de tre organisationerna och har ackrediterade skolor i 52 länder, jämfört med 42 för AACSB och 38 för EQUIS.
AMBAs nuvarande president är Sir Paul Judge, som också donerade medel för grundandet av Cambridge Judge Business School.

## Global närvaro
Association of MBAs har ackrediterat 210 affärsskolor som tillsammans erbjuder mer än 800 olika MBA, DBA och MBM program i över 85 länder. 41 av de AMBA-ackrediterade affärsskolorna finns i BRIC-länder och 32 är i Latinamerika.

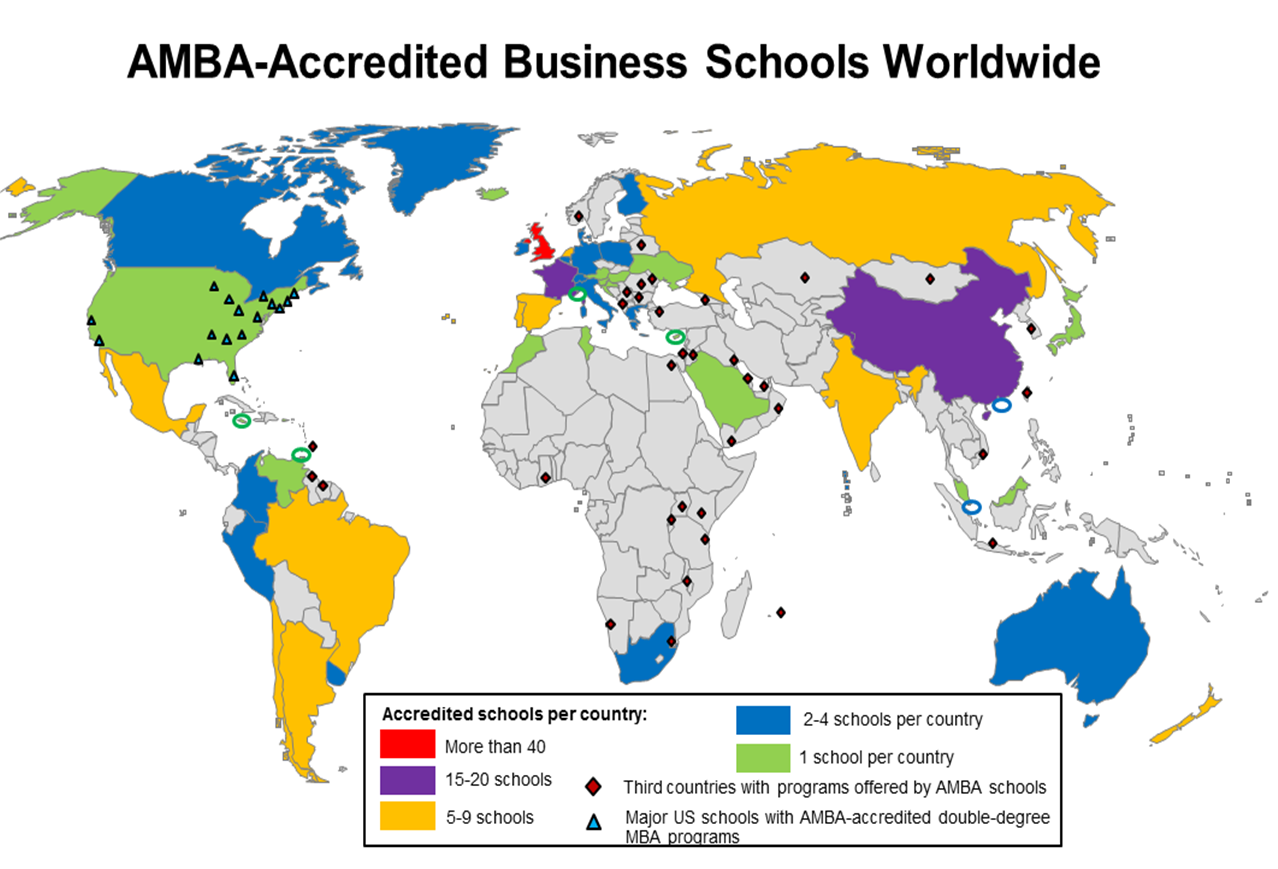
AMBA-ackrediterade affärsskolor i olika länder

## Historik
Association of MBAs grundades 1967 av åtta brittiska MBA-alumner från Harvard Business School, Wharton School, Stanford Graduate School of Business och Columbia Business School och två alumner från det första MBA-programmet vid London Business School. Grundarna såg att det saknades kännedom i Europa om värdet av en MBA-examen, som då framförallt var en amerikansk examen. De beslutade att skapa en medlemsbaserad lobbyorganisation, Business Graduate Association, för att främja fördelarna med affärsutbildning på avancerad nivå. Organisationen hjälpte till att forma framväxten av avancerad affärsutbildning i Europa.

## Verksamhet

### Ackreditering

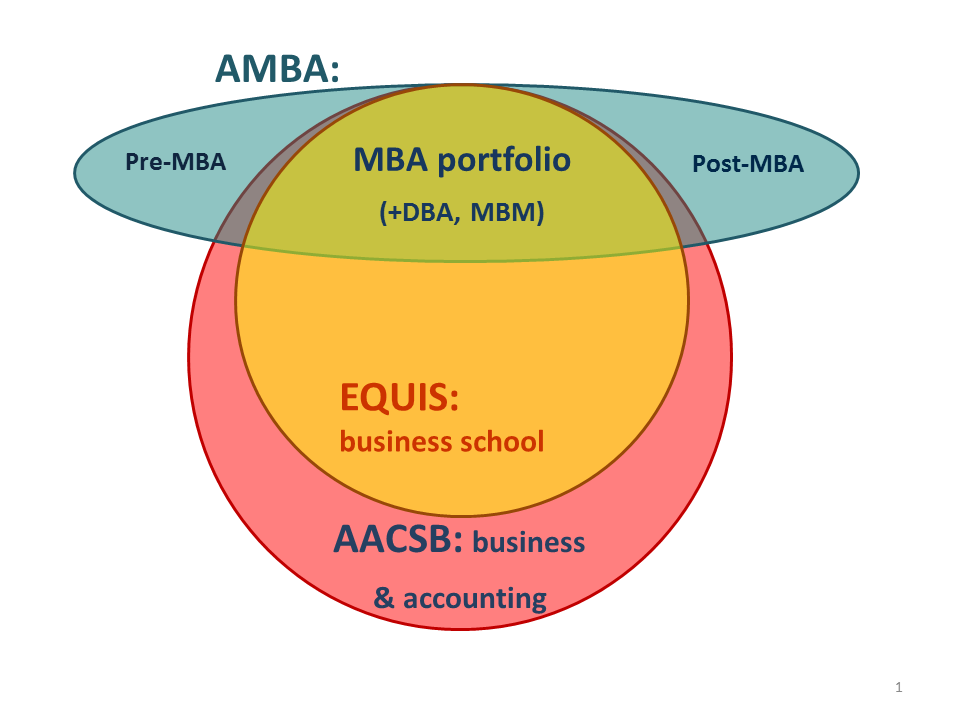
Omfattningen av ackreditering av affärsskolor (AACSB, EQUIS och AMBA)

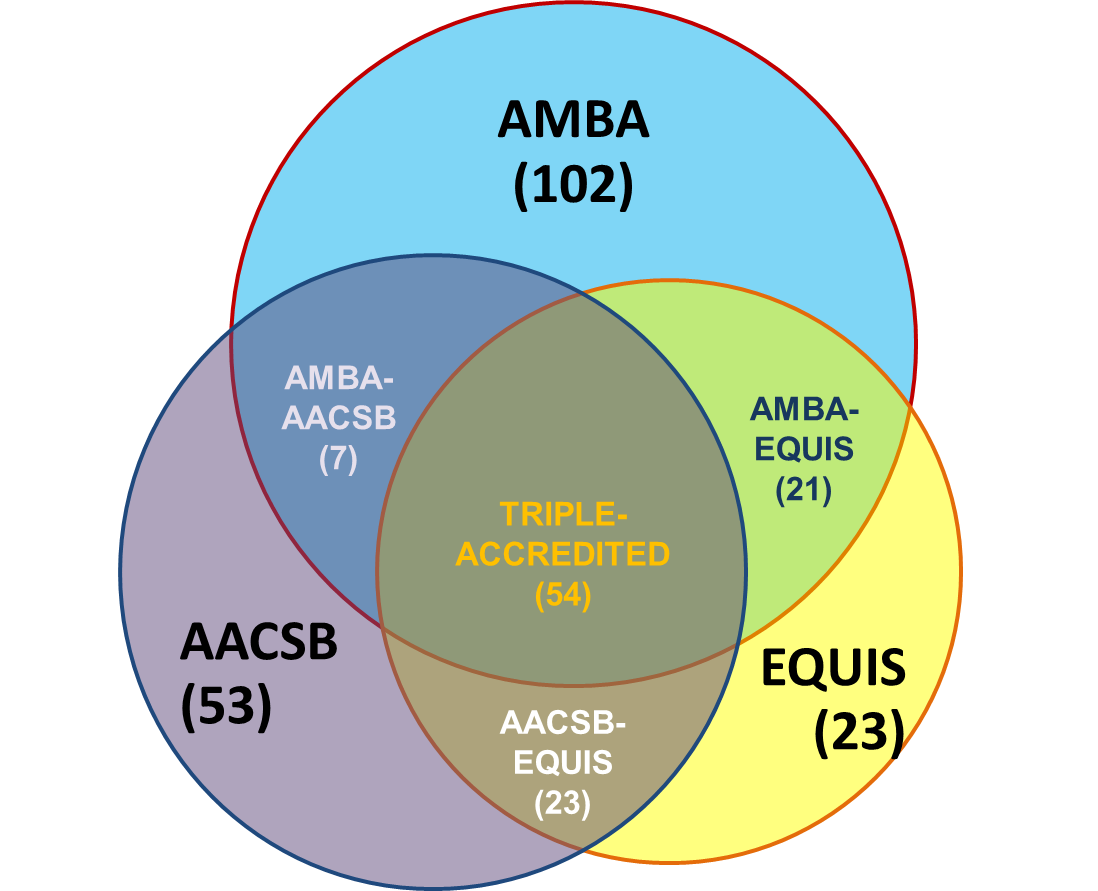
Antal affärsskolor med singel, dubbel och trippel AACSB-AMBA-EQUIS) ackreditering utanför Nordamerika

Organisationens process för ackreditering av ett MBA-program inbegriper granskning av kravuppfyllelse gentemot mer än 100 kriterier, de flesta av dem snarare kvalitativa än kvantitativa. Kriterier faller inom sju dimensioner: Historik och utveckling av affärsskolan; anläggningar och bibliotek; undervisande lärare; kvalitetsstandarder avseende undervisningen och forskningsresultat; programadministration; karriärservice och alumniverksamhet; antagningskrav; mångfald och gruppstorlek; programinnehåll; programformat och programlängd och läranderesultat. 
Några viktiga AMBA-kriterier för ackreditering av ett MBA-program MBA program:
- alla antagna studenter ska ha minst tre års heltids arbetslivserfarenhet efter kandidatexamen när de påbörjar ett MBA-program;
- en affärsskola ska ha en examinerat MBA-studenter minst tre år innan en ackreditering kan bli aktuell;
- ett MBA-program ska ha en klasstorlek på minst 20 studenter;
- minst 50% av lärarna (inklusive gästlärare) i ett MBA-program förväntas ha doktorsexamen;
- ett MBA-program ska innehålla minst 500 kontakttimmar (schemalagt i klassrum) och ett distansprogram ska innehålla minst 120 synkrona kontakttimmar;

Diagrammet till höger visar överlappen när det gäller ackrediteringar av de tre dominerande ackrediteringsorganisationerna (2012). Totalt 102 skolor utanför Nordamerika har enbart AMBA-ackreditering, ytterligare 7 är AMBA- och AACSB-ackrediterade och 54 är trippelackrediterade (AMBA-AACSB-EQUIS).

#### Ackrediterade affärsskolor i Sverige
- Handelshögskolan vid Göteborgs universitet (School of Business, Economics and Law, University of Gothenburg);

### Konferenser, MBA-mässor och arrangemang
Association of MBAs har tre årliga konferenser för dekaner och programchefer: en i Asia-Pacific, en i Latinamerika och en global konferens som vanligtvis hålls i Europa. Konferenserna är öppna både för ackrediterade och icke-ackrediterade skolor. AMBA ordnar också en årlig galamiddag i London på hösten, vilken är reserverad för ackrediterade skolor.
Association of MBA ordnar två årliga MBA-mässor (vår och höst) i London. Dessa erbjuder MBA-kandidater att träffa affärsskolor som är ackrediterade av AMBA.

### Publikationer och forskning
Association of MBAs publicerar:
- en tidskrift "Ambition" för sina student- och alumnimedlemmar (fyra gånger per år);
- en tidskrift "Business Leadership Review" (fyra gånger per år) för affärsskolor och kretsen av organisationer som arbetar med affärsutbildning (4 000 prenumeranter)
- en årlig guidebok "The Official Guide to Choosing an MBA", som publiceras i samarbete med den brittiska tidningen

Forskningsavdelningen - The Evidence & Ideas Lab - genomför undersökningar och producerar analyser om ämnen som inkluderar MBA-karriärer, arbetsgivare och arbetsmarknaden; MBA-antagning; nationella policies avseende internationella MBA-studenter; och kvalitetskrav vid affärsskolor.

## Medlemskap
AMBA skapades först som en organisation för MBA-alumner och en del aktiviteter är fortsatt fokuserade på de som har individuellt medlemskap. AMBA-medlemskap ska inte sammanblandas med AMBA-ackreditering. 
AMBA fungerar som en medlemsorganisation för:
- individuella MBA-alumni och -studenter från samtliga 210 AMBA-accrediterade affärsskolor (individer som väljer att bli medlemmar);
- institutionella medlemmar som är AMBA-ackrediterade affärsskolor;
- institutionella medlemmar såsom multinationella företag som anställer medarbetare med MBA-examen. Dessa företag är välkomna att bli medlemmar i AMBA oavsett den akademiska bakgrunden hos deras management och anställda.

Organisationen har mer 9 000 medlemmar, inklusive individuella och institutionella medlemmar.